# یواس‌اس بنینگتون (سی‌وی-۲۰)
یواس‌اس بنینگتون (سی‌وی-۲۰) (به انگلیسی: USS Bennington (CV-20)) یک کشتی بود که طول آن As built:
۸۲۰ فوت (۲۵۰ متر) waterline
۸۷۲ فوت (۲۶۶ متر) overall بود. این کشتی در سال ۱۹۴۴ ساخته شد.